# Euloge Placca Fessou
Euloge Mèmè Placca Fessou (né le 31 décembre 1994 à Lomé) est un footballeur international togolais, qui évolue au poste d'attaquant avec le club belge du K Beerschot VA.

## Biographie

### En club
Placca Fessou termine meilleur buteur du championnat togolais 2011-2012 (19 buts).
Il joue ensuite en Suisse en deuxième division, puis en Belgique (D3 puis D2). 
Il inscrit 17 buts en troisième division belge lors de la saison 2016-2017 avec le club du Lierse Kempenzonen.

### En équipe nationale
Il reçoit sa première sélection en équipe du Togo le 14 novembre 2012, en amical contre le Maroc (victoire 0-1). Il inscrit son premier but en équipe nationale le 13 janvier 2013, en amical contre le Niger (victoire 2-1).
Il fait partie des sélectionnés togolais pour la CAN 2013, mais sans pour autant jouer. Le Togo s'incline en quart de finale face au Burkina Faso.
Il effectue ensuite plusieurs matchs à l'occasion des éliminatoires de différentes compétitions internationales (CAN 2017 et 2019, Coupes du monde 2014 et 2018).

## Buts en sélection
| But en sélection de Euloge Placca Fessou | But en sélection de Euloge Placca Fessou | But en sélection de Euloge Placca Fessou | But en sélection de Euloge Placca Fessou | But en sélection de Euloge Placca Fessou | But en sélection de Euloge Placca Fessou | But en sélection de Euloge Placca Fessou |
|                                          | Date                                     | Lieu                                     | Adversaire                               | Score                                    | Résultat                                 | Compétition                              |
| ---------------------------------------- | ---------------------------------------- | ---------------------------------------- | ---------------------------------------- | ---------------------------------------- | ---------------------------------------- | ---------------------------------------- |
| 1.                                       | 13 janvier 2013                          | Lomé (Togo)                              | Niger                                    | 1-0 (1 but à 5e)                         | 2-1                                      | Match amical                             |

## Palmarès
- Champion de Belgique de D3 en 2017 avec le K Beerschot VA